# Municipio de Cuquío
El municipio de Cuquío es uno de los 125 municipios del estado mexicano de Jalisco. Su cabecera es la localidad de Cuquío.

## Descripción geográfica
El municipio de Cuquío se localiza en la región Centro del estado de Jalisco. Sus municipios colindantes son Ixtlahuacán del Río, Zapotlanejo, Yahualica de González Gallo, Acatic y Tepatitlán de Morelos. Tiene una extensión territorial de 652.94 kilómetros cuadrados.  
Limita al norte con el municipio de Yahualica y el Estado de Zacatecas; al sur, Zapotlanejo y Acatic; al este, Yahualica y Tepatitlán; y al oeste, Ixtlahuacán del Río.

## Toponimia
Su nombre deriva de la palabra Cuixui, que significa milano, y se interpreta como “lugar de sapos”, o en tarasco cuquío “lugar de sapos”. La fundación del poblado se adjudica a los purépechas (tarascos) que incursionaron repetidas veces por esos valles después de la Guerra del Salitre. La tribu de los coquias se asentó en La Cofradía, a dos kilómetros del actual poblado, de cuyo nombre se conjetura que le viene la denominación. Dependió además del reino Tonalteca. Fue parte de la Provincia de Nueva Galicia, actual Aguascalientes y Jalisco, en el Reino de Nueva Galicia por casi 300 años y del Departamento de Aguascalientes tiempo después.

## Historia
En 1530 Nuño de Guzmán conquistó la región y estableció en ella su principal centro de operaciones. En Tlacotlán estuvo la sede del corregimiento hasta 1690 en que pasó a Cuquío y ahí perduró hasta la Independencia.
Se sabe que el alcalde mayor en 1695, fue Don Juan Polaco y la construcción del templo se inició en 1762, terminándose en 1834.
En 1823 fue designado partido con ayuntamiento; y en el decreto del 27 de marzo de 1824 se constituye en departamento del Estado y tiene categoría de villa.
En el decreto del 13 de marzo de 1837 se dispone que Cuquío sea cabecera de partido. En septiembre de 1846 es declarado como cabecera de departamento del Cantón de Guadalajara.

## Escudo
El escudo data de 1690 y está labrado en cantera y empotrado en una de las paredes interiores de la presidencia municipal de Cuquío; anteriormente estuvo en la fachada de la casa del Corregidor de Cuquío.
La figura superior (timbre) es una corona imperial de España. El escudo es cuartelado; en los cuarteles primero y cuarto, en campo de gules (rojo), un castillo de plata aclarado de sable (negro), y en los cuarteles segundo y tercero, en campo de azur (azul) un león rampante de oro, linguado y armado de gules (rojo) que mira a la siniestra del escudo. Los dos castillos y dos leones alternados representan la unión de los antiguos condados, después reinos, de Castilla y de León, realizada el 22 de junio de 1037 por el matrimonio de Fernando el Magno, conde de Castilla y desde ese año rey consorte de León, con Sancha, soberana del reino de León.
En 1230 el rey Fernando III mandó encuartelar el emblema.
Carlos I de España y V del Sacro Imperio Romano Germánico  (1500-1558), rey de España de 1516 a 1556 y emperador del Sacro Imperio Romano Germánico de 1520 a 1558, añadió dos columnas de Hércules que simbolizan los dos imperios de Europa y América llevando cada una, dos bandas enrolladas, rematando en la cúspide con una corona, la banda con la divisa Plus Ultra alude al descubrimiento de América o Nuevo Mundo y la corona a la conquista de este territorio.
El escudo debería estar rodeado por el collar de la Orden del Toisón de Oro, instituida en 1429 por Felipe, Duque de Borgoña, en Francia e introducida en España por el rey consorte de Castilla Felipe el Hermoso, en 1504. Solamente que en el escudo el collar no aparece completo debido a que el tamaño de la piedra no lo permitió. Esta piedra fue cincelada a fines del siglo XVII.

## Gobierno
Su forma de gobierno es democrática y depende del gobierno estatal y federal; se realizan elecciones cada tres años, cuando se elige al presidente municipal y su cabildo.
El 2 de marzo de 2021, fue asesinada a balazos en la Colonia Prados Tepeyac del municipio de Zapopan, Analuci Martínez Saldívar, exregidora panista de Cuquío. Se conoció que la también precandidata a la presidencia municipal de Cuquío para las elecciones de 6 de junio de 2021, encabezó en 2015 varias denuncias penales contra el entonces presidente municipal Adrián Cornelio González Fernández, por presuntos desvíos de recursos que este último habría cometido durante sus dos primeras gestiones.

### Cronología de presidentes municipales
| Período               | Presidente municipal               | Partido político | Notas                                                 |
| --------------------- | ---------------------------------- | ---------------- | ----------------------------------------------------- |
| 1926–1928             | Ramón Sigala Ramírez               |                  |                                                       |
| 1928–1929             | José Ayala                         |                  |                                                       |
| 1929                  | Ramón Salcido                      |                  |                                                       |
| 1930-1931             | Ignacio Martín González            | PNR              |                                                       |
| 1932                  | Ramón Sánchez G.                   | PNR              |                                                       |
| 1933                  | Ignacio Martín G.                  | PNR              |                                                       |
| 1934                  | Calixto Muñoz                      | PNR              |                                                       |
| 1935                  | Ignacio Martín G.                  | PNR              |                                                       |
| 1936-1937             | Ramón Sigala Ramírez               | PNR              |                                                       |
| 1938-1939             | Sérbulo González Gómez             | PRM              |                                                       |
| 1940                  | Epigmenio Ramos Preciado           | PRM              |                                                       |
| 1941-1942             | Catarino Olea Olea                 | PRM              |                                                       |
| 1943-1944             | José Molina G.                     | PRM              |                                                       |
| 1945-1946             | José Mora Muñoz                    | PRM              |                                                       |
| 1947-1948             | José Molina G.                     | PRI              |                                                       |
| 1949-1952             | Emigdio Sánchez González           | PRI              |                                                       |
| 1953-1955             | Miguel Pérez Verdín                | PRI              |                                                       |
| 1956                  | Cipriano Gutiérrez Mora            | PRI              |                                                       |
| 1956-1958             | Martín Mora Plascencia             | PRI              |                                                       |
| 1959-1960             | José Mora Ramos                    | PRI              |                                                       |
| 1961                  | Martín Sánchez Sánchez             | PRI              |                                                       |
| 1962-1964             | J. Jesús Mercado Díaz              | PRI              |                                                       |
| 1965-1970             | J. Guadalupe Figueroa Gómez        | PRI              |                                                       |
| 1971                  | J. Jesús Plascencia Sánchez        | PRI              |                                                       |
| 1971-1973             | J. Guadalupe Figueroa Gómez        | PRI              |                                                       |
| 1974-1976             | Senorino Sandoval Gómez            | PRI              |                                                       |
| 01/01/1977-09/08/1979 | Manuel Rodríguez Plascencia        | PRI              | Fue desaforado por el Congreso del Estado             |
| 09/08/1979-31/12/1979 | N/D                                |                  |                                                       |
| 01/01/1980-1982       | José Francisco Mercado Mora        | PRI              |                                                       |
| 1983-1985             | Roberto Plascencia Canales         | PRI              |                                                       |
| 1986-1989             | Roberto Saavedra Gutiérrez         | PRI              |                                                       |
| 1989-1992             | Roberto Plascencia Pérez           | PRI              |                                                       |
| 1992-1995             | Héctor Manuel Figueroa Plascencia  | PRD              |                                                       |
| 1995-1997             | Roberto Gutiérrez Rodríguez        | PRD              |                                                       |
| 1998-2000             | José Luis Rubio García             | PRD              |                                                       |
| 2001-2003             | Héctor Manuel Figueroa Plascencia  | PRD              |                                                       |
| 01/01/2004-31/12/2006 | Adrián Cornelio González Fernández | PAN              |                                                       |
| 01/01/2007-31/12/2009 | Carlos Gustavo Gutiérrez Rodríguez | PRI              |                                                       |
| 01/01/2010-30/09/2012 | Adrián Cornelio González Fernández | Convergencia     |                                                       |
| 01/10/2012-30/09/2015 | Ma. Victoria Mercado Sánchez       | PT MC            | Coalición "Alianza Progresista por Jalisco"           |
| 01/10/2015-30/09/2018 | Adrián Cornelio González Fernández | PT               |                                                       |
| 01/10/2018-30/09/2021 | Adrián Cornelio González Fernández | PT Morena PES    | Coalición "Juntos Haremos Historia"                   |
| 01/10/2021-30/09/2024 | Ubaldo Chávez Delgadillo           | PRI              |                                                       |
| 01/10/2024-           | Ubaldo Chávez Delgadillo           | PAN PRI PRD      | Coalición "Fuerza y Corazón por México" Fue reelegido |

## Medio físico
El 59.8% del municipio tiene terrenos planos y La roca predominantes es basalto (55.3%), rocas ígneas extrusivas básicas. El suelo predominante es el luvisol (34.2%), se caracteriza por la acumulación de arcilla, son suelos rojos o amarillentos, destinados principalmente a la agricultura con rendimientos moderados y alta susceptibilidad a la erosión. La agricultura (71.1%) es el uso de suelo dominante en el municipio.

### Clima, temperatura y precipitación
La mayor parte del municipio de Cuquío (69.0%) tiene clima semicálido semihúmedo. La temperatura media anual es de 18.0 °C, mientras que sus máximas y mínimas promedio oscilan entre 30.2 °C y 5.9 °C respectivamente. La precipitación media anual es de 879 mm. Su régimen de lluvias en junio, julio y agosto.
Los vientos dominantes son en dirección norte a sur. El promedio de días con heladas al año es de 7.6.

### Hidrografía
Los tipos de recursos hídricos del municipio están constituidos por aguas subterráneas, ríos y lagos. El territorio está ubicado dentro de 5 acuíferos de los cuales el 61.0% no tienen disponibilidad y el 39.0% se encuentra con disponibilidad de agua subterránea.
El territorio municipal está dentro de las cuencas Río Juchipila 2, Río Santiago 2, Río Verde 2 de las cuales el 100.0% tienen disponibilidad y el 0.0% presentan déficit de disponibilidad de agua superficial.
Esta región pertenece a la cuenca hidrológica Lerma-Chapala- Santiago, subcuenca Juchipila-Bolaños, Río Verde y Grande Belén. Su principal corriente es el río Verde. Cuenta con arroyos de caudal permanente: Atenguillo; arroyos de caudal sólo en época de lluvias: Los Gigantes, Contla, Achichilco, Zapote, Ocotic, Blanco, Grande, El Salto, Garza, Pera y Los Hornos. Sus depósitos principales son las presas Los Gigantes, González y Cuacuala.

## Áreas naturales protegidas
Cuquío alberga un área natural protegida con una superficie de 2,864.05 hectáreas (ha) lo que representa el 4.4% de todo el territorio municipal. Además, se cuenta con 0.3% de humedales. El ANP lleva por nombre Barrancas de los Ríos Santiago y Verde.

## Recursos naturales
La riqueza natural con que cuenta el municipio está representada por 15,900 hectáreas de bosque donde predominan especies de roble, encino, y pino, principalmente. Destacan por su riqueza y extensión las zonas boscosas conocidas como La Silleta y Plan de Potrerillos. Existen bosques naturales localizados en San Gabriel, cerro de La Silleta y mesa Plan de Potrerillos, compuestos en su mayoría de roble, encino y pino.
Sus recursos minerales son yacimientos de plata, magnesio, cal y cantera.
La mayor parte del suelo tiene un uso agrícola, la tenencia de la tierra en su mayoría es propiedad privada.
En la fauna destacan especies tales como venado, zorra, ardilla, coyote, tigrillo y diversas aves como la codorniz, búho y güilotas, entre otras.

## Sequía
A nivel municipal la sequía extrema es la que tiene una mayor distribución con un 58.1%, seguido de la excepcional y severa con 19 y 17 por ciento respectivamente. 

## Demográfia y localidades
Según el Censo de Población y Vivienda 2020, su población en ese año era de 17,820 personas; de las cuales el 48.6 por ciento eran hombres y 51.4 por ciento mujeres. Comparando este volumen poblacional con el del año 2015 (17,980 habitantes), se observa que la población municipal disminuyó un 0.89 por ciento en cinco años.

### Localidades
En 2020 Cuquío contaba con 146 localidades, de éstas, 17 eran de dos viviendas y 36 de una. La localidad de Cuquío era la más poblada, con 5,011 personas, que representaban el 28.1% de la población del municipio; le seguía Lázaro Cárdenas con el 7.5%, Teponahuasco con el 5.9%, Juchitlán con el 4.2% y La Esperanza (El Ranchito) con el 3.6% del total municipal.
| Código INEGI      | Localidad         | Población (2020) |
| ----------------- | ----------------- | ---------------- |
| 140290001         | Cuquío            | 5 011            |
| 140290145         | Lázaro Cárdenas   | 1 342            |
| 140290099         | Teponahuasco      | 1 047            |
| Otras localidades | Otras localidades | 10 420           |
| Total municipal   | Total municipal   | 17 820           |

## Migración
El índice de intensidad migratoria se ubica en 60.51 puntos, lo que representa un grado de intensidad migratoria Alto.

## Pobreza por carencia social
Respecto a las carencias sociales en 2020, destaca que el indicador de carencia por acceso a la seguridad social es el acceso a la seguridad social, con un 83.7 por ciento, que en términos absolutos representa 11,572 habitantes. En contraste, el que menos proporción de población presentó fue el de calidad y espacios de la vivienda, con el 3.6 por ciento. Otros indicadores como acceso a servicios de salu, rezago educativo, acceso a servicios básicos de la vivienda y acceso a la alimentación representaron el 40, 27, 17 y 10 por ciento respectivemente.

## Infraestructura
El municipio cuenta con 16 servicios públicos, de los cuales destacan 53 escuelas, seguido de 33 templos y plazas con 17.

### Salud
De acuerdo con los registros de la secretaría de salud, en el municipio se encuentran 10 unidades de servicio de salud como lo son consultorios, hospitales generales y especializados, oficinas administrativas, farmacias, laboratorios, unidades de medicina familiar, de especialidades médicas y móviles. De las cuales 9 corresponden a la Secretaría de Salud (SSJ), 1 unidad de salud es del Instituto de Seguridad y Servicios Sociales para los Trabajadores del Estado (ISSSTE).

## Economía y empleo
Conforme a la información del Directorio Estadístico Nacional de Unidades Económicas (DENUE) de INEGI, el municipio de Cuquío cuenta con 533 unidades económicas al mes de mayo de 2024 y su distribución por sectores revela un predominio de establecimientos dedicados a Comercio, siendo estos el 52.35% del total en el municipio.

### Empleos
Para junio de 2024 el IMSS reportó un total de 229 trabajadores asegurados, lo que representó para el municipio de Cuquío una disminución anual de 14 trabajadores en comparación con el mismo mes de 2023, debido a la baja del registro de empleo formal de algunos de sus grupos económicos principalmente el de Fabricación de alimentos. En función de los registros del IMSS el grupo económico que más empleos presentó dentro del municipio de Cuquío fue el de Compraventa de alimentos, bebidas y productos del tabaco, ya que en junio de 2024 registró un total de 93 trabajadores concentrando el 40.61% del total de asegurados en el municipio. El segundo grupo económico con más trabajadores asegurados fue el de Agricultura, que para junio de 2024 registró 33 trabajadores asegurados que representan el 14.41% del total de trabajadores asegurados a dicha fecha. El tercer grupo económico es el de Compraventa de gases, combustibles y lubricantes con el 6.1% de trabajadores registrados.

## Índice de desarrollo municipal (IDMO
Cuquío obtiene un desarrollo institucional Bajo con un IDMI de 56.3.

## Promedio mensual de carpetas de investigación
Durante el periodo de junio de 2023 a mayo de 2024, se abrieron un total de 106 carpetas de investigación con un promedio mensual de 9 carpetas abiertas en donde el delito con mayor investigación fue el de lesiones culposas.

## Monumentos históricos
Entre los monumentos arquitectónicos del municipio se encuentra la Parroquia de San Felipe que data del siglo XVI. En el centro de la cabecera municipal se encuentra una obra que los jesuitas dejaron inconclusa al ser expulsados de la Nueva España en el siglo XVIII.
En la arquitectura religiosa también destacan el Templo del Sagrado Corazón y el Convento de Dolores.
Entre las edificaciones de carácter civil se pueden mencionar a la Hacienda Sin Nombre, la Hacienda del Burro de Oro y el asilo de ancianos San José.
Existen vestigios arqueológicos en una zona llamada La Cofradía que por carecer de conservación tienden a desaparecer.
Y entre los históricos se encuentra la casa donde pernoctó don Miguel Hidalgo y Costilla en enero de 1811.
La casa donde fueron asesinados los mártires mexicanos San Justino Orona Madrigal y San Atilano Cruz Alvarado en la comunidad de Las Cruces.

## Fiestas populares
- La feria anual en honor a San Felipe, del 3 al 11 de mayo. "Las Fiestas de Mayo" se cuentan entre las más importantes de la región.
- Las festividades de la Virgen de Guadalupe, del 1 al 12 de diciembre.
- Los festejos patrios del mes de septiembre. Donde se corona a la Reina de las fiestas patrias   Fiestas patrias en Cuquío.

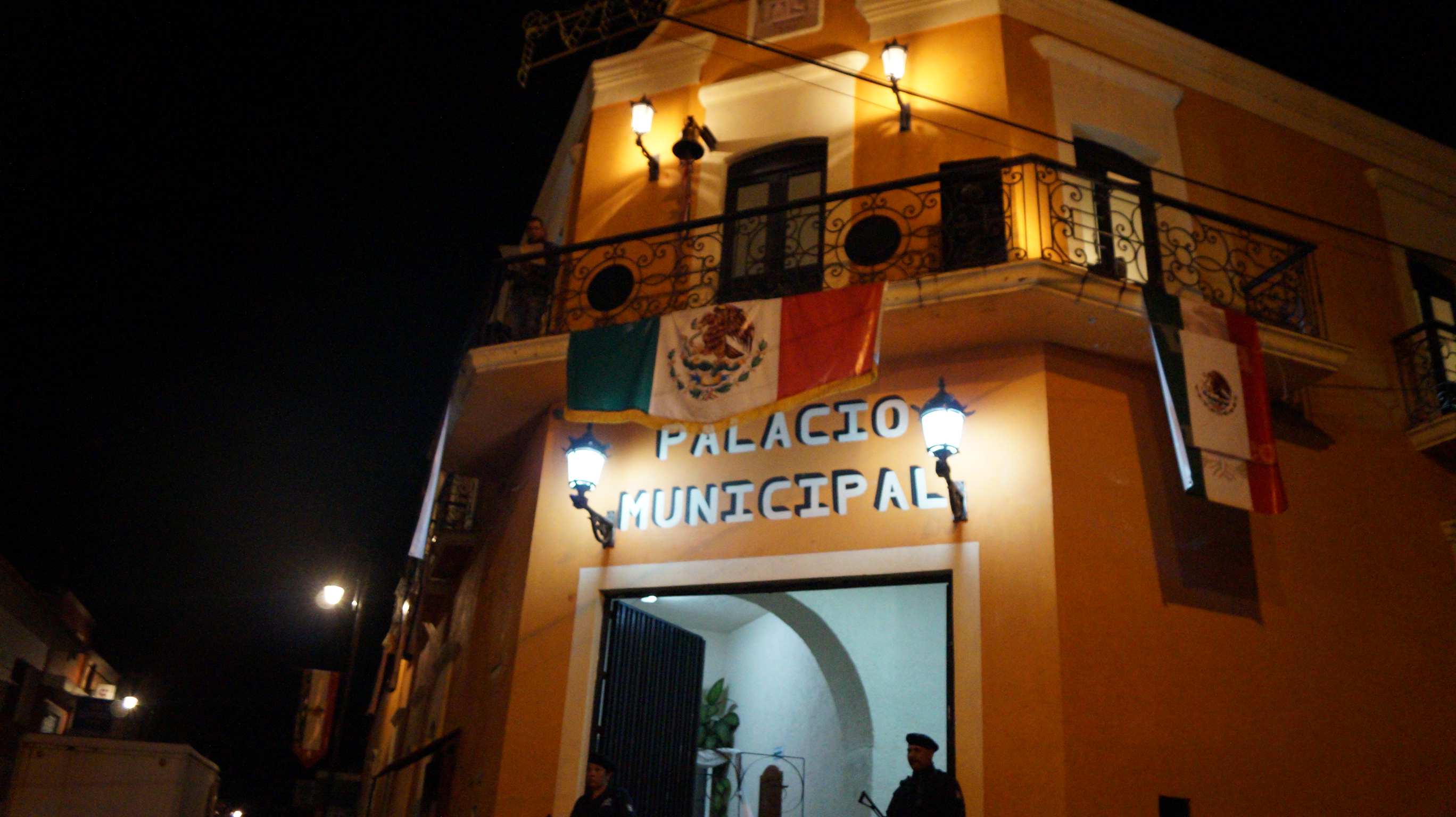
Fiestas patrias en Cuquío.

- Fiestas patronales El Cuatro, del 28 al 30 de enero.
- En la comunidad de Teponahuasco se realiza una peregrinación del 18 al 20 de diciembre. Además de la romería de la imagen del "Señor de Teponahuasco" que se lleva a cabo el primer domingo del mes de julio, de su santuario en la comunidad de Teponahuasco a la Parroquia de San Felipe Apóstol, y su regreso el primer domingo del mes de octubre de la Parroquia de San Felipe Apóstol a su santuario en la comunidad de Teponahuasco.
- Fiesta de los Santos Mártires.

Último sábado del mes de junio, peregrinación con las reliquias de los mártires San Justino Orona Madrigal y San Atilano Cruz de la comunidad de Las Cruces a la Parroquia de San Felipe Apóstol en la cabecera municipal.
- Fiesta en Cuacuala. El último domingo de enero se venera a Santo Santiago, el patrono de la localidad, vienen danzas de los tastoanes además de la visita de los hijos ausentes, hay baile, castillo y verbena popular. Este día, de diferentes puntos del área metropolitana de Guadalajara parten autobuses con una buena cantidad de visitantes a este tradicional poblado de Cuquio.
- Fiesta en La Esperanza el 14 de febrero, día de la Virgen de la Esperanza
- Fiesta en San Juan el 10 de marzo, día de la Preciosa Sangre de Cristo, baile del 8 al 16 de marzo.
- Fiesta en Las Cruces el 24 de octubre, día de San Rafael.
- Fiesta en La Villita el 12 de diciembre, día de la Virgen de Guadalupe.
- Fiesta de Juchitlán en honor a San Bartolo, del 15 al 24 de agosto.
- Fiesta de los Arcos el 20 de enero, día de la Virgen de Guadalupe.
- Fiesta patronales en Tateposco El 12 de Diciembre en honor a la Virgen de Guadalupe y del 4 de febrero al 12 de Febrero Novenario en honor a la Virgen de Guadalupe con Misas todos los días, Peregrinación, Danza, y Rosario, Visita de los hijos ausentes, Música en vivo.
- Fiesta en San José de los Molina, 19 de marzo.
- Fiesta en la comunidad de El Terrero en Honor A Cristo Resucitado (se celebra una  semana después de Semana Santa).
- Fiestas patronales en honor a la Virgen de Guadalupe, en la Colonia Lázaro Cárdenas. 12 de diciembre.
- Fiestas de La Comunidad del Monte de Jala, en honor a la Virgen del Carmen, el 16 de julio.
- Fiestas patronales del Rancho El Pirul, en honor al Sagrado Corazón de Jesús, el 6 de junio, vienen danzas de la comunidad de La Laguna.

## Leyenda
Existe una leyenda que relata que un gran cargamento de oro y plata, en siete mulas, está enterrado en una cueva del Cerro del Truco habiéndose sellado la "puerta" de dicha cueva con mezcla batida con la sangre de las siete mulas. Este tesoro era producto del robo por una gavilla que asaltaba haciendas y caminos reales y según se cuenta sólo dos de los integrantes de la gavilla quedaron heridos en un combate y venían huyendo cuando terminaron de enterrar el tesoro, muriendo poco después sin que se sepa el lugar exacto de esta cueva; por lo que ha habido muchos aventureros que quieren encontrar dicho tesoro, sin que lo hayan logrado. Los habitantes de las comunidades cercanas han permanecido alertas desde sus casas para ver el momento en que se abra la "puerta" de dicha cueva, pero temen verse de repente en la situación de un dicho muy conocido ("todo o nada") para lo referente al tesoro de esa cueva, ya que quien logre ver esa riqueza una vez estando adentro deberá tomar todo o de lo contrario deberá dejar incluso lo que trae. Así se escucha decir del encanto del Cerro del Truco.

## Tradiciones y costumbres
Se venera a un Cristo el cual encontraron unos indios al andar construyendo en Cuquío, nombrado como Cristo Negro de Teponahuasco. Para esto, se hacen romerías tradicionales todos los viernes del año. Cada primer domingo del mes de julio, el Cristo es llevado al templo de San Felipe Apóstol como una tradición del pueblo por una conocida leyenda de ahí. Y el primer domingo del mes de octubre, es regresado a su templo en Teponahuasco.
Además cuenta con el Grupo Folklórico Cuauhquioc, un ballet dirigido por Fernando Ramos Barajas, que contaba con 24 integrantes, jóvenes y adultos, es el resultado del esfuerzo y el trabajo de nueve generaciones, que durante treinta años dieron vida a las tradiciones dancísticas de los pueblos del país.
En sus treinta años de vida,  el Ballet Folklórico Cuauhquioc ha alternado con grupos folklóricos de Ecuador y Colombia, así como con importantes artistas de la cultura popular como Paloma del Río, Valente Pastor, Hilda Aguirre y el Mariachi Vargas de Tecalitlán, entre otros.
Recientemente han surgido algunos grupos folklóricos  para enriquecer la cultura de Cuquío, auspiciados por la misión cultural que brinda la Secretaría de Educación logrando traspasar fronteras y visitando algunas ciudades como Milwaukee, Wisconsin,  Estados Unidos. Entre las comunidades participantes se encuentran El Terrero, Teponahuasco, y la cabecera  municipal.
De los cuales a partir del 2015 dejó su actividad.

## Artesanías
Se elaboran objetos de madera como sillas, mesas y puertas; flores de papel, bordados, tejidos de gancho y dos agujas; prendas de vestir, alfarería, vidriado, cobijas de lana, cestería de carrizo y madera. En Teponahuasco ollas y cosas elaboradas con barro.

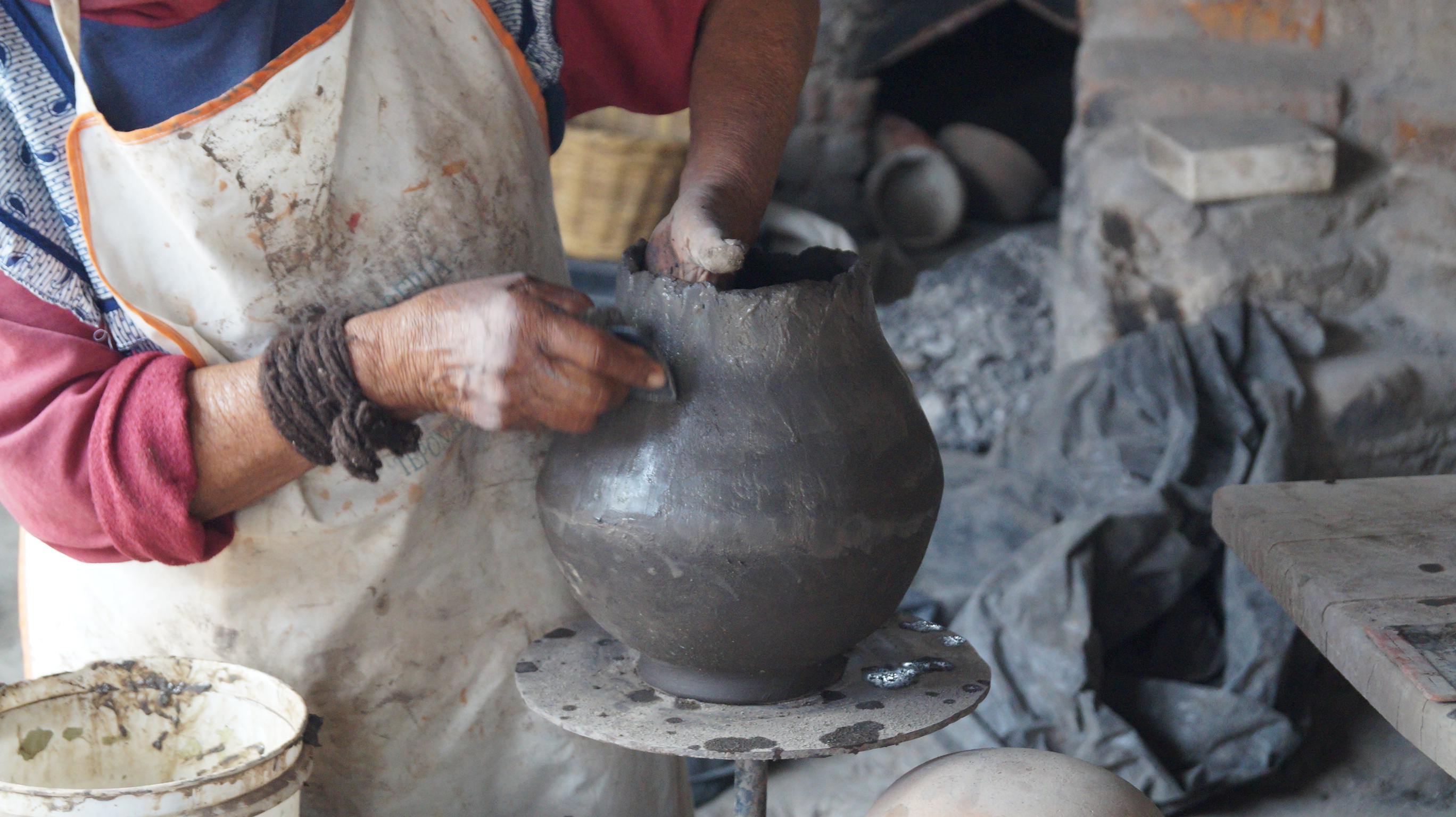
Alfarera de Teponahuasco. Foto: Miguel Ángel Avilés

## Gastronomía
Alimentos: Birria de cabrito, birria de pollo o guajolote, arepas, panela y empanochadas (pan de harina de trigo y piloncillo que les dicen chorreadas o empanochadas) y las famosas cotorras.
Dulces: Frutas en almíbar.
Bebidas:Tequila y mezcal.
Teponahuasco y sus duros de harina.
Mole de guajolote.
Dulce de leche.
Tacos en el mercado y de puestos con mucho col.
Pan de caja.
Tamales de elote.
Tacazotas (son gorditas duras y secas, hechas de maíz).
Gorditas de horno hechas en moldes reciclados de las sardinas o del atún, en hornos de los lugareños en sus patios o jardines.

## Centros turísticos
Se pueden admirar gran cantidad de monumentos coloniales como la parroquia de San Felipe; el templo del Sagrado Corazón y el Convento de Dolores. La casa en que pernoctó Miguel Hidalgo y Costilla. La hacienda del Burro de Oro y la hacienda “Sin Nombre”, además de Cruces Atriales y su centro histórico con casonas estilo colonial.
Su patrimonio natural está formado por los paisajes del cerro de La Silleta, la presa Los Gigantes, así como el arroyo de aguas termales “Agua Caliente" y la presa de Cuacuala.

## Cómo llegar
La distancia entre Guadalajara y Cuquío es de 78 kilómetros aproximadamente, para llegar a este municipio se recomienda ir a Av. Alcalde salida hacia Zacatecas; al pasar el Periférico comienza la Carretera Federal Libre Mex 054 (Carretera a Saltillo) seguir por la misma rumbo a Ixtlahuacán del Río;  antes de llegar a la cabecera municipal de este municipio se encuentra el entronque con la Carretera Estatal Libre Jal 201 Cuquío, la distancia desde este entronque y Cuquío son aproximadamente 30km más. El trayecto se realiza en alrededor de 1:30 horas, debido a lo sinuoso del camino.